# サウンドマン
株式会社サウンドマン（英: Soundman Inc.）は、かつて存在した音響制作会社。フジサンケイグループ及びニッポン放送グループの一員であった。

## 概要
放送・イベント・PA（音響）の3本柱で、ゆうばり国際ファンタスティック映画祭やミュージックステーションスーパーライブなどのイベントも手がけていた。
2018年4月1日に、同じニッポン放送グループのエル・ファクトリーに吸収合併され、新たにミックスゾーンという名前になった。これに伴い、法人格としてのサウンドマンは消滅した。

## 主な業務
ラジオ番組制作・各ラジオ局での技術運行など。ニッポン放送・文化放送・ラジオ日本・J-WAVE・bayfmなどでの仕事をメインにしている。
ニッポン放送では、生放送番組のほぼ全てで、サウンドマンのミキサーがミキシングを担当している。また『オールナイトニッポン』のアシスタントディレクター・ミキサーも、サウンドマンの社員がすべて担当している。

## 主な所属スタッフ
- 石井玄（ディレクター）
- 田野幸伸（ディレクター）
- 鈴木賢一（ディレクター・AD）
- 生江龍太郎（ディレクター・AD）
- 舟崎彩乃（ディレクター・AD）
- 三浦憲高（ディレクター・AD）
- 金子司（ディレクター・AD）
- 小林順（ディレクター・AD、預かり）
- 大城英子（ミキサー）
- 河辺健二（ミキサー）
- 斎藤一志（ミキサー）
- 清水伸之（ミキサー）
- 若林千真（ミキサー）
- 大沢和隆（ミキサー）
- 大坪仁信（ミキサー）

など